# Neobrachiella sciaenophila
Neobrachiella sciaenophila är en kräftdjursart. Neobrachiella sciaenophila ingår i släktet Neobrachiella och familjen Lernaeopodidae. Inga underarter finns listade i Catalogue of Life.